# Torymus nebulosus
Torymus nebulosus är en stekelart som beskrevs av Askew 2001. Torymus nebulosus ingår i släktet Torymus och familjen gallglanssteklar.
Artens utbredningsområde är Spanien. Inga underarter finns listade i Catalogue of Life.